# نوکیا ۳۱۱۰
۳۱۱۰ یک نمونه از گوشی‌های شرکت نوکیا می‌باشد .